# 生活臨床
生活臨床（せいかつりんしょう）とは、群馬大学医学部で始まった精神医療の方法。おもに統合失調症を対象にしていた。次のような特徴があった。
1. 患者を、入院させ社会から隔離するのではなく、地域生活の中で治療していく。
2. 受動型と能動型（生活類型）、金に弱いか色に弱いかプライドに弱いか（生活特徴）などの、患者の性格の分類[1]。

東京都立精神保健福祉センター所長の伊勢田堯によると、精神医療法を外国の受け売りでなく自力で編み出していったケースは日本に少なく、生活臨床は森田療法などと並んで日本独自のものだという。

## 沿革
長野県の佐久総合病院で江熊要一が始めた全面開放の療法が注目され、江熊が母校群馬大学の助教授になり、当時群大教授だった臺弘らとの共同で、「生活臨床」の名の下に、実践を伴う学術研究が開始された。

## 主な生活臨床派の医師
- 中沢正夫[5]　（エッセイスト椎名誠との親交でも知られる精神科医）
- 湯浅修一[6]

## 関連書
- 分裂病の生活臨床（臺弘、創造出版）
- 生活臨床の基本  （伊勢田堯・長谷川憲一・小川一夫・編著　日本評論社、2012，3，17）
- 『日本の精神医学この五〇年』（松本雅彦・みすず書房、2015年）105ページに言及がある。